# Ansâr
Pour les articles homonymes, voir Ansar (homonymie).
Les ansâr (arabe : أَنْصَار, ʾanṣār, « partisans, auxiliaires », pl. de نَصِيْر, naṣīr) sont les sahaba (compagnons du prophète de l'islam, Mahomet) originaires de Yathreb (Médine), par opposition aux mohajeroun qui avaient accompli la hijra, c'est-à-dire s'étaient exilés de La Mecque pour rejoindre le prophète.

## Étymologie
Il semble que le mot ansâr provienne de la racine araméenne NSR, qui signifie « protéger », « venir en aide », voire qu'elle ait désigné les Judéo-Nazaréens d’Arabie ou de Syrie.

## Histoire
À l'époque préislamique, la ville de Médine s'appelait encore Yathreb. C'était un groupe de hameaux situés dans une oasis fertile. Deux tribus arabes, les Banou Aous et les Banou Khazraj, venues du Yémen, y exerçaient la prépondérance sur trois tribus juives établies dans l'oasis. Mahomet fait adopter aux habitants de cette ville la Constitution de Médine qui définit les relations entre les musulmans et les non-musulmans. Mais au sein des musulmans, il resta une distinction entre Mecquois (mohajeroûn) et Médinois (ansâr).
Les rivalités entre ansâr et mohajeroûn vont culminer au moment du choix du premier calife. Après la mort de Mahomet en 632, « le corps du Prophète n'était pas encore lavé, que déjà la dissension s'élevait à Médine ». Aboû Bakr, Aboû Obayda et Omar sont allés rencontrer les ansâr au nom des Mecquois. Aboû Bakr fit valoir que Mahomet avait dit que « la fonction de présider revient aux Quoraychites ». Un hadith vient confirmer cette affirmation : « Abdallah ibn Omar rapporte : Le Messager de Dieu disait : Le califat restera parmi les Quoraych même s'il ne reste que deux personnes sur terre ».

## Anthroponymie
Pour les articles homonymes, voir Ansari.
Dans certains noms de personnes on retrouve la nisba « al-Ansari » (الأنصاري, al-ʾanṣārī) qui signifie que la personne a fait partie des ansâr contemporains de Mahomet, ou qu'il se réclame de la descendance d'un tel personnage.